# Brendan Behan

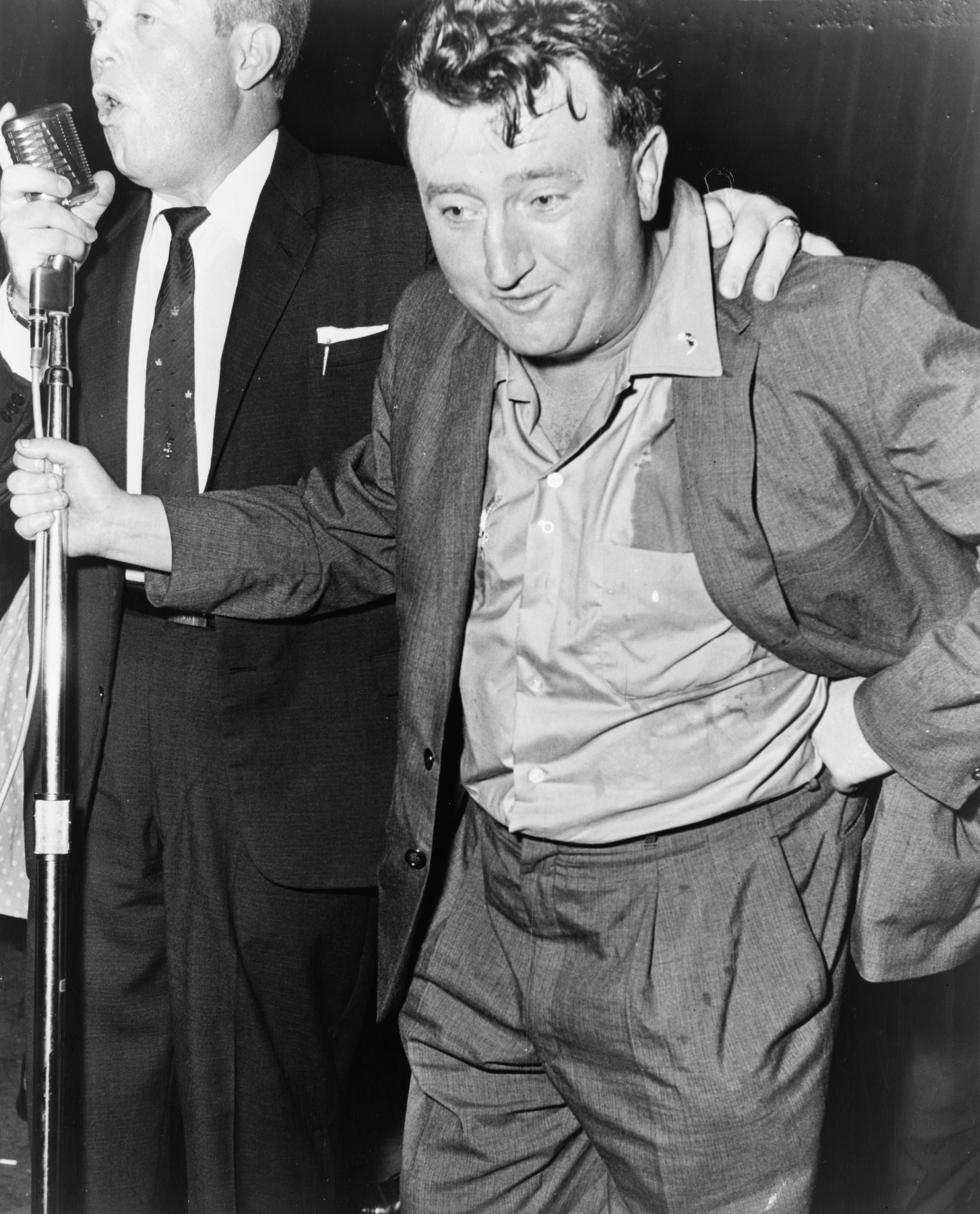
Brendan Behan

Brendan Francis Behan (irl. Breandán Ó Beacháin; ur. 9 lutego 1923 w Dublinie, zm. 20 marca 1964 tamże) – irlandzki poeta, autor opowiadań, powieściopisarz i dramaturg piszący po irlandzku i po angielsku. Był przy tym zagorzałym republikaninem i ochotnikiem w IRA.
Pochodził z patriotycznej, proletariackiej rodziny, jego wujek napisał hymn narodowy Irlandii. Z zawodu  był malarzem pokojowym. Brendan Behan spędził kilka lat w brytyjskich więzieniach za działalność terrorystyczną jako młody człowiek. Został zwolniony na mocy amnestii.
Wcześnie zaczął pisać, w więzieniu nauczył się języka irlandzkiego. Na początku lat 50. przeniósł się do Paryża, gdzie zaczął nadużywać alkoholu. Po powrocie do Irlandii rosła jego sława, ale i problemy z alkoholem.
Jego sztuki (Zakładnik, 1958) i powieści (Ucieczka; Więzień borstalu, 1958) są w dużej mierze autobiograficzne.
Zmarł w wieku 41 lat. Przyczyna śmierci były liczne schorzenia wynikające z nadmiernego spożywania alkoholu, cukrzyca, żółtaczka, niewydolność nerek i wątroby. Zapadł w śpiączkę i odzyskał świadomość tylko na krótko. Celem ułatwienia oddychania został poddany tracheotomii. W szpitalu czuwali przy nim żona Beatrice i przyrodni brat Rory.
Polski przekład sztuki Zakładnik ukazał się w Dialogu. Skazaniec został wystawiony w Polsce w 1967, a Zakładnik w 1971. Powieść sensacyjna Ucieczka została wydana w 1970.